# Ratpenat nectarívor comú
El ratpenat nectarívor comú (Eonycteris spelaea) és una espècie de ratpenat de la família dels pteropòdids. Viu a Brunei, Cambodja, la Xina, l'Índia, Indonèsia, Laos, Malàisia, Myanmar, les Filipines, Singapur, Tailàndia, el Timor Oriental i el Vietnam. El seu hàbitat natural són els boscos pertorbats i les zones agràries, tot i que també viu en boscos primaris. No hi ha cap amenaça significativa per a la supervivència de l'espècie en general, però algunes poblacions estan amenaçades per la caça, la desforestació i l'activitat espeleològica.